# Centrocalia chazeaui
Centrocalia chazeaui is een spinnensoort uit de familie Lamponidae. De soort komt voor in Nieuw-Caledonië.